# SpaceGhostPurrp
Markese Money Rolle   (nascido em 1 de abril de 1991),  conhecido profissionalmente como SpaceGhostPurrp, é um rapper e produtor americano de Miami, Flórida. Ele é o fundador do extinto grupo de hip hop americano Raider Klan, bem como cofundador do Black Money Boys.
Membro bem-sucedido do Raider Klan e associados com os quais SpaceGhostPurrp trabalhou incluem Denzel Curry, Robb Banks, Pouya, Chris Travis, Yung Simmie e Xavier Wulf. SGP reuniu um grupo de seguidores na cena underground do hip hop através de mixtapes, produção e seu trabalho com outros artistas underground. Ele produziu faixas para Juicy J, Lil Uzi Vert, Wiz Khalifa, Robb Banks, ASAP Mob e Lil Tracy, entre outros. Em 12 de junho de 2012, seu álbum de estreia, Mysterious Phonk: Chronicles of SpaceGhostPurrp, foi lançado. Desde 2012, SpaceGhostPurrp lançou mais de 60 mixtapes e EPs. Ele se tornou bem conhecido por sua persona pública excêntrica e controversa e compartilhou abertamente que está no espectro do autismo.

## Início da vida
SpaceGhostPurrp nasceu no bairro de Carol City em Miami, Flórida. Ele começou a fazer rap aos 5 anos e a produzir aos 13 anos, frequentou a Silver Trail Middle School em Pembroke Pines e a Everglades High School em Miramar. Ele é descendente de bahamenses, cubanos e nativos americanos.

## Carreira musical
Predefinição:Section rewrite

### 2008–2011: Inícios eBlackland Radio 66.6
No ensino médio, SpaceGhostPurrp começou a andar de skate frequentemente, mas depois decidiu que queria seguir uma carreira na música. Ele se esforçou para se formar no ensino médio mais cedo. SpaceGhostPurrp começou a enviar música assim que criou seu canal no YouTube "Spaceeghostpurrpmj23" em 23 de maio de 2010. Os primeiros lançamentos de SpaceGhostPurrp continham uma série de visuais que incluíam músicas Purrped & Chopped contendo visuais com estética de soul-train dos anos 70/80, músicas Purrped & Chopped de Toro y Moi e até mesmo um videoclipe de Kreayshawn.
Em agosto de 2010, SpaceGhostPurrp começou a trabalhar em NASA: The Mixtape. SpaceGhostPurrp formou o coletivo de hip-hop Raider Klan em 2008 junto com Dough Dough Da Don, Kadafi, Muney Junior e Jitt. Jitt morreu em 2010. SpaceGhostPurrp recrutou vários artistas de rap para o Raider Klan, incluindo Denzel Curry, Yung Simmie, Nell, Chris Travis, Xavier Wulf, Rell, Amber London e Key Nyata, entre muitos outros.
No final de 2010 e início de 2011, SpaceGhostPurrp começou a colaborar com Lil Ugly Mane. Isso levou Ugly Mane a fazer a arte da mixtape de SpaceGhostPurrp, Blackland Radio 66.6.
Depois que Blackland Radio 66.6 foi lançado em 1 de maio de 2011, algumas semanas depois SpaceGhostPurrp anunciou que estava trabalhando em cinco mixtapes que seriam todas lançadas em 2011, chamadas MIND OF PURRP, SUMMA PHONK VOL. ONE, TRILLUMINATTI, BLVCK MVRDOC e um projeto colaborativo com Mishka NYC chamado SON OF EYE. SpaceGhostPurrp lançou singles para todas essas mixtapes, no entanto, ele nunca lançou essas mixtapes devido à sua mudança de direção quando se estabeleceu e ficou em Nova York para começar a colaborar com o ASAP Mob. No verão de 2011, SpaceGhostPurrp também estava trabalhando com os rappers Speak! e Juicy J.
SpaceGhostPurrp foi para Nova York em agosto de 2011 para morar e trabalhar com membros do ASAP Mob. No final de setembro de 2011, SpaceGhostPurrp anunciou que estava abandonando o Trilluminatti e agora estava trabalhando em uma nova mixtape chamada GOD OF BLVCK. Esta mixtape foi lançada em fevereiro de 2012.[carece de fontes?]

### 2012–2013:Mysterious Phonk: The Chronicles of SpaceGhostPurrp
No início de 2012, SpaceGhostPurrp assinou um contrato de gravação único com a gravadora britânica independente 4AD e começou a remixar faixas de suas mixtapes anteriores para seu álbum de estreia. A maioria de suas primeiras músicas apresenta samples de fontes como apitos de trem, estrelas pornôs femininas e trechos da trilha sonora do videogame Mortal Kombat, bem como outras séries de videogames. Além de suas próprias músicas, ele também produz beats para outros artistas (principalmente aqueles no Raider Klan), mas também fez beats para outras pessoas. Ele produziu uma faixa intitulada T.A.P. para Taylor Allderdice, uma mixtape de Wiz Khalifa, bem como "Keep it G" e "Pretty Flacko" para ASAP Rocky.
Seu álbum de estreia, intitulado Mysterious Phonk: Chronicles of SpaceGhostPurrp, foi lançado em 12 de junho de 2012 e consiste principalmente em faixas remixadas de mixtapes anteriores. Ele ocasionalmente trabalhou com o rapper Juicy J e produziu várias faixas de "Blue Dream & Lean" de Juicy J. Ele também participou da música "Deez Bitches Rollin'" de Juicy J com o rapper Speakz. SpaceGhostPurrp também participou do álbum de colaboração de estreia de Domo Genesis e The Alchemist, "No Idols", na faixa "Daily News" (também com Earl Sweatshirt e Action Bronson), assim como "Kush Cloud" de Freddie Gibbs, com Krayzie Bone.
SpaceGhostPurrp revelou em uma entrevista que há um projeto futuro entre ele e o grupo de rap Odd Future, que o apoiou tocando suas músicas em shows desde que ele lançou a mixtape BLACKLAND RADIO 66.6. Em 16 de julho de 2012, SpaceGhostPurrp começou sua primeira turnê com a banda de punk hardcore Trash Talk. A mini turnê durou de 16 a 23 de julho, com quatro shows na Califórnia, um em Oregon e dois em Washington. Sua música "The Black God" foi nomeada a #46 na lista das 50 melhores músicas de 2012 da Pitchfork. Ele também se apresentou em Miami durante o Ultra Music Festival em 17 de março de 2013, junto com outros membros do Raider Klan, Yung Simmie e Klan Rico.

### 2014–2015:Intoxxxicatede outros projetos
Em 19 de janeiro de 2014, SpaceGhostPurrp lançou uma compilação intitulada 58 Blunts of Purrp, consistindo de suas próprias músicas, faixas difíceis de encontrar e algumas que ele produziu ou teve participação. Em 28 de fevereiro de 2014, SpaceGhostPurrp lançou uma mixtape de 18 faixas chamada B.M.W. 2: IntoXXXicated, que não incluía participações e retornava ao som lo-fi de suas primeiras mixtapes. Posteriormente, ele lançou uma versão ligeiramente diferente de "B.M.W. 2: IntoXXXicated" com os tempos de certas músicas alterados, e enquanto a qualidade geral do som foi ligeiramente melhorada, ainda manteve muitas das qualidades lo-fi de antes. Alguns meses depois, foi remasterizado, teve algumas faixas removidas, uma nova faixa adicionada e foi lançado como um álbum no iTunes sob o nome IntoXXXicated.
No início de 2015, SpaceGhostPurrp lançou dois novos projetos, o primeiro dos quais foi intitulado Dark Angel e lançado em 13 de janeiro. O segundo projeto, um EP de 5 faixas chamado Money Mendoza, foi lançado em 25 de janeiro. Mais tarde naquele ano, SpaceGhostPurrp deixou Miami e se mudou para Atlanta, onde fez música com artistas como Father e OG Maco. Em abril de 2015, SpaceGhostPurrp lançou duas compilações.
Uma foi intitulada VENENO, sendo uma versão estendida do EP lançado no início daquele ano, e a outra foi intitulada PYRO Era, consistindo principalmente de faixas soltas lançadas em 2014 e 2015. Em 9 de maio, um novo EP chamado Richest Revenge sob o pseudônimo Money Mendoza foi lançado através de sua conta no Instagram. Em maio de 2015, o Raider Klan lançou Raider Klan Records: The Mixtape, que contou com alguma produção e vocais de SpaceGhostPurrp.
Em 24 de junho de 2015, Dej Loaf lançou uma música com Young Thug intitulada "Shawty", co-produzida por Young Roc, que apresentava um sample instrumental da música "RAIDER PRAYER" do álbum Mysterious Phonk: The Chronicles of SPACEGHOSTPURRP de SpaceGhostPurrp. SpaceGhostPurrp não foi creditado pelo produtor, resultando em um pequeno conflito via Twitter que foi resolvido pacificamente.

### 2016–presente:Blackland Radio 66.6 2 and 3
Em 9 de maio de 2016, SpaceGhostPurrp lançou uma mixtape intitulada Blackland Radio 66.6 Pt. 2 exclusivamente no Datpiff. Ele havia afirmado que tinha planos de lançar volumes subsequentes sob Parte 2, mas eventualmente optou por pular direto para o lançamento de Blackland Radio 3 em 4 de março de 2018. Inicialmente negligenciado, Blackland Radio 66.6 Pt. 2 agora é amplamente considerado um dos melhores projetos de SpaceGhostPurrp.[carece de fontes?]
No final de 2016, o Tiny Mix Tapes reconheceu o coletivo Black Money Boys Death Row (BMB) de SpaceGhostPurrp como uma de suas gravadoras favoritas de 2016, observando que:
BMB’s sound is a sinister twist on the MySpace-era material churned out by Soulja Boy and Lil B, tinged with Glo Gang’s hazy drill hedonism. Affiliates’ discographies are often spread across multiple SoundCloud accounts, hosted by friends, buried in prolific back catalogues, and are sometimes deleted days after their conception. To follow BMB Death Row is to keep their web presence under constant surveillance or risk missing out on a clutch new cut.
No início de 2017, SpaceGhostPurrp assinou um contrato com a gravadora Yeah We On Entertainment, LLC, com a gravadora distribuindo trabalhos previamente lançados por SpaceGhostPurrp sob seu nome.

## Influências
SpaceGhostPurrp listou muitos artistas como influências, incluindo Kanye West, Wiz Khalifa, Gucci Mane, Poison Clan, Paris, Three 6 Mafia, UGK, Bone Thugs-N-Harmony, Big L, Eazy-E, 2Pac e DJ Screw. SpaceGhostPurrp também afirmou ser um fã dedicado da banda sueca de extreme metal Meshuggah.
Ele colaborou com muitos de seus influenciadores, nomeadamente Juicy J na sua mixtape Blue Dream & Lean, lançada em 2012. SpaceGhostPurrp frequentemente atribui seu som sombrio "phonk" ao ambiente perigoso e violento em que cresceu em Carol City, que ele se refere como "Blackland", ligando isso às suas referências ao inferno e ao simbolismo satânico em sua mixtape aclamada pela crítica Blackland Radio 66.6.
Ele e outros membros do Raider Klan fizeram referências ao assassinato de Trayvon Martin, e ele fez uma música em homenagem intitulada "No Evidence", que foi lançada em seu álbum Mysterious Phonk: The Chronicles of SpaceGhostPurrp.
Seu nome é derivado do personagem central de Space Ghost, da série de TV de Hanna-Barbera de 1966 Space Ghost e seu spin-off de talk show paródico de 1994 Space Ghost Coast to Coast.

## Conflitos
No final de 2011, ASAP Yams, um artista de A&R e co-fundador do então coletivo de artistas independentes ASAP Mob, descobriu SpaceGhostPurrp e sua música através do Tumblr. Yams disse a SpaceGhostPurrp que gostava da sua mixtape Blackland Radio 66.6 e o convidou para se juntar ao ASAP Mob na cidade de Nova York. SpaceGhostPurrp começou a produzir músicas para ASAP Rocky, que era um grande fã da música de SpaceGhostPurrp, incluindo "Keep it G" da mixtape de estreia de Rocky, Live. Love. A$AP.
SpaceGhostPurrp e ASAP Mob permaneceram amigos até SpaceGhostPurrp ter uma discussão com ASAP Twelvyy no Twitter em dezembro de 2011. Isso levou Rocky a dissidir Raider Klan em uma música chamada "Yao Ming (Remix)". Esse lançamento de Rocky intensificou a briga no Twitter entre SpaceGhostPurrp e ASAP Mob, mas a briga foi curta quando outros membros do ASAP Mob intercederam em favor de SpaceGhostPurrp.
Cerca de uma semana depois, Rocky lançou "Pretty Flacko" como um aceno ao gênero Trillwave e SpaceGhostPurrp. SpaceGhostPurrp e os membros do ASAP Mob estavam novamente em bons termos até abril de 2012, quando o ASAP Mob tocou uma faixa inédita de SpaceGhostPurrp no Coachella, levando a outra discussão curta que terminou em maus termos, desta vez entre SpaceGhostPurrp e ASAP Yams. Durante o resto de 2012 e início de 2013, o ASAP Mob usou algumas das produções musicais de SpaceGhostPurrp sem dar crédito a ele para fazer as faixas "I Need Money" (que mais tarde se tornou "Max Julien") e "Suddenly" de ASAP Rocky.
O conflito estava silencioso e parecia que estavam em bons termos até que o ex-membro do Raider Klan, Stoops, foi agredido por ASAP Twelvyy em junho de 2012. Isso fez com que a disputa entre SpaceGhostPurrp e Twelvyy atingisse seu ápice e eventualmente se estendesse a todo o Raider Klan e ASAP Mob. O conflito rapidamente se tornou físico em novembro de 2012, quando afiliados do Raider Klan, junto com SpaceGhostPurrp, atacaram membros do ASAP Mob fora de Miami. Isso levou ASAP Nast a chamar a polícia, e SpaceGhostPurrp foi preso.
Em março de 2013, SpaceGhostPurrp e afiliados mais uma vez atacaram o ASAP Mob em sua cidade natal de Nova York. O conflito rapidamente começou a diminuir em termos de agressão e foi para as redes sociais. Segundo SpaceGhostPurrp, a disputa com o ASAP Mob foi resolvida antes da morte de ASAP Yams em 2015, mas ASAP Bari impediu que SpaceGhostPurrp e ASAP se reunissem, perpetuando assim o conflito.

## Discografia

### Álbuns de estúdio
- Mysterious Phonk: Chronicles of SpaceGhostPurrp (2012)
- Belaire Black Bottle Boyz (Carol City to West Atlanta Zone 1) (2023)

### Extended plays
- Why So Serious (as Muney Accardo) (2009)
- Larry Bird Season (2014)
- Dark Angel (2015)
- Money Mendoza (2015)
- Richest Revenge (as Money Mendoza) (2015)
- New Season 2K17 (2016)
- Richest Revenge 2 (2017)
- Winter's Mine 4 (2017)
- Angry America (2017)
- Miami Music Pistol Music Homicide Music (as SpaceGhostPurrp Da Lean Plug) (2017)
- Qream  (2017)
- Overkill 2 (2017)
- Enemies (2017)
- Underworld (with Spookyli) (2017)
- Florida Baby (2017)
- Florida Stick Drill (2017)
- Bal Harbour (2018)
- MarDragon (2018)
- Lil Vamp (2018)
- Blood Moon (as Vampire Money) (2018)
- Rihanna's Baby Daddy (2018)
- Florida Flame (2019)
- Miami Carol City (2019)
- Florida Finna Kill da Whole World (2019)
- Deathlanta (2020)
- Z-REX 3005 (2020)
- Miami Dade County Dark Trap Music (as Money Miami aka SpaceGhostPurrp) (2022)
- Zone 4 Carol City (2022)
- Her Loss After Dark (2022)
- Blackland Radio 4 Pt.1 (as Money aka SpaceGhostPurrp) (2023)
- Blackland Radio 4 Pt. 2 : GTA 6 Miami Gardens Welcome to Carol City (as Money aka SpaceGhostPurrp) (2023)
- Blackland Radio 4 Part 3 (2023)
- BLACKLAND RADIO 4 PART 4: A$AP M.O.N.E.Y. (LIFE AFTER ASAP) (2023)
- MarDragon 2 (2024)
- Black Storm (2024)

### Mixtapes
- Wavvy Chronicles (as Muney Jordan) (2010)
- NASA: The Mixtape (2010)
- Purpped & Chopped (2011)
- BLVCKLVND RVDIX 66.6 (1991) (2011)
- CLVB NVZV 1995: Purrped & Chopped (2011)
- GXX XX BXXXK Volume. 1 (2012)
- B.M.W. (2012)
- The Winter's Mine (2013)
- B.M.W. 2: IntoXXXicated (2014)
- NASA Gang (Remastered) (2014)
- Dark Angel Instrumentals (2015)
- Winter's Mine 2 (2015)
- Veneno (2015)
- Winter's Mine 3 (2015)
- Chopped by Purrp (2016)
- Blackland Radio 66.6, Pt. 2 (2016)
- Blood Red Moet (2016)
- Overkill (2016)
- Purrple Haze (as Purrple Haze) (2016)
- ICX CRXVM DXMXN 1.8 (with Spookyli) (2017)
- Blackland Radio 66.6, Pt. 3 (Vamp Money) (2018)
- VAMPIRE LIFE THE MIXTAPE (FREE JIM JONES MIXTAPE) (2018)
- Gladiator Season (Volume 1) (with TrippJones) (2018)
- Welcome to Vampland (with Spookyli) (2019)
- Please Don't Wake Me; I Am Exhausted (with XVNИ¥) (2019)
- Dragon Nigga No Slime (2019)
- SpaceGhostPussy Response (2020)
- VODECi: Dark R&B Mixtape (with Black Kray, 4jay, and Diamondsonmydick) (2021)
- The End of PlayboiCarti (2021)
- Blackland Radio 66.6, Pt. 4 (2023)
- ATLANTA THE MIXTAPE (2023)

### Mixes
- Nate Dogg: Purrped & Chopped (2011)
- Alize Mix (2012)
- PYRO MIXX 2015 (2015)
- Goth Money Talibanz 2015 Mix (2015)
- December Mixx (2015)
- BLVCK MVNXXY JXRDVN MIXX (with BMB Loko Los) (2016)
- The New Wave: 2k16-HotBoyz (2016)
- Terror Gang: Dark Riddim (2018)
- Ashview Heights Legend (as SpaceGhoztPurrp) (2019)
- Northside Drive Zone 2 ATL 2020 (as Money AKA SpaceGhostPurrp) (2020)
- DJ MIXX 1 (as DJ VAMPIRE MONEY) (2021)

### Compilações
- NASA Underground - Lost Tapes: 1991–'93 (2010)
- NASA Underground - Lost Tapes: 1994–'96 (2010)
- NASA Underground - Lost Tapes: 1997–2000 (2011)
- Blvck Phonk (2012)
- Best of SGP: Sizzurp Tape (2013)
- 58 Blunts of Purrp (2014)

### Aparições especiais
| Titulo                        | Ano  | Artista(s)                                               | Álbum                                |
| ----------------------------- | ---- | -------------------------------------------------------- | ------------------------------------ |
| "Purple Swag: Chapter 2"      | 2011 | ASAP Rocky, ASAP Nast                                    | Live. Love. ASAP                     |
| "Keep It G"                   | 2011 | ASAP Rocky, Chance Infinite                              | Live. Love. ASAP                     |
| "Real Hustlers Don't Sleep"   | 2011 | Juicy J, ASAP Rocky                                      | Blue Dream and Lean                  |
| "Deez Bitches Rollin'"        | 2011 | Juicy J, Speak!                                          | Blue Dream and Lean                  |
| "Slap a Fat Bitch"            | 2012 | Propr Boyz                                               | Prxpr Bxyz                           |
| "Raider Klan Phonk Freestyle" | 2012 | Denzel Curry, Ruben Slikk                                | King of the Mischievous South Vol. 1 |
| "Mink Rug"                    | 2012 | Wali Da Great                                            | Mink Rug                             |
| "Outro"                       | 2012 | Soulja Mook, Pouya, Denzel Curry, Lofty305, Yung Raw     | M.I.Alien                            |
| "The Daily News"              | 2012 | Domo Genesis, Alchemist, Earl Sweatshirt, Action Bronson | No Idols                             |
| "Kush Cloud"                  | 2012 | Freddie Gibbs, Krayzie Bone                              | Baby Face Killa                      |
| "Roaches" (Remix)             | 2012 | ¡Mayday!, Cyhi the Prynce                                |                                      |
| "Murder on My Mind"           | 2013 | Da Mafia 6ix, Krayzie Bone, Bizzy Bone                   | 6iX Commandments                     |
| "Flexin"                      | 2013 | Robb Bank$, Neva Bitch, Yung Lean                        |                                      |
| "Picture Me"                  | 2015 | Lofty305                                                 | Cokeyshoresmotosports Vol. 1         |
| "Late Night Tippin"           | 2015 | Burgos                                                   | Trill List                           |
| "PB&J"                        | 2024 | Robb Bank$                                               | i think i might be happy, pt.2       |

## Discografia de produção

### 2011
Lil Ugly Mane - Doing Badass Improvisational Stuff Rag For Piano
- "Throw Dem Gunz (2011 não lançado, primeira versão demo inacabada)"

A$AP Rocky - LIVE.LOVE.A$AP
- 09. "Keep It G" (com participação de Chace Infinite e SpaceGhostPurrp)

Sortahuman - Lysergic Bliss
- 07. "Stonergang" (com participação de Main Attrakionz )

A$AP Ant -
- "BLVCK TVPE" (com participação de Spaceghostpurrp)

A$AP Twelvyy
- "Dope Sample"

Sortahuman - Stonergang
- 01. "The Anthem"
- 02. "Early Morning" (com participação de Dizzy D e J.K. The Reaper)
- 05. "Where They Do That At"
- 12. "Nothin But The Best" (com participação de Dizzy D)

### 2012
A$AP Rocky
- "Pretty Flacko"

Denzel Curry - King of the Mischievous South, Vol. 1
- 02. "Headcrack"
- 04. "Phantazm '96"
- 05. "Gankin 1993-1995" (com participação de J.K. The Reaper)
- 15. "Raider Klan Phonk Freestyle" (com participação de Ruben Slikk e SpaceGhostPurrp)

Yung Simmie - G Funk Resurrection 1993-1995
- 11. "Capitan Planet (Rvidxr Klvn Purrp Tributo '94)"

Wiz Khalifa - Taylor Allderdice
- 12. "T.A.P." (com participação de Juicy J )

J.K. The Reaper - Ill Life
- 15. "Gankin'" (com participação de Denzel Curry)
- 17. "Son of Sam"

Amber London - 1994 EP
- 07. "Low MF Key"

Metrô Zu - HEAVEN
- 07. "Cyberpunk Phonk"

Robb Banks -
- "Look Like Basquiat" (produzido com Rah)

Denzel Curry - Strictly 4 My R.V.I.D.X.R.Z.
- 11. "Headcrack" (com participação de Yung Simmie)
- 13. "Ridin n Da Back" (com participação de Amber London e Xavier Wulf )
- 16. "Son of Sam (Tributo a Fang)"
- 17. "Headcrack Remix" (com participação de Yung Simmie e Young Renegade)

Juicy J - Blue Dream & Lean Reloaded
- 01. "20 Zig Zags" (com participação de Wiz Khalifa )

Robb Banks -
- "Refined"

Denzel Curry
- "Mystical Virus Pt. 2"

Knocka-
- "Watch Out"

A$AP TyY-
- "Ryder Shit"

### 2013
A$AP Rocky - LONG.LIVE.A$AP
- 17. "Pretty Flacko (Remix)" (com participação de Gucci Mane, Waka Flocka Flame e Pharrell )

Chris Travis - Side Effects
- 03. "Diamonds Pt. 2"

Chris Travis - K.O.T.U. Greatest Hits
- 24. "Anything You Wanna Do"

Grandmilly - BVNDVNVZ II
- 14. "Zumbis"

Gangsta Boo -
- "Vibin’"

Dough Dough Da Don - Century of a Raider
- 08. "Know Bout Me" (apresentando SpaceGhostPurrp como Muney Jordan) (produzido como Muney Jordan)

Denzel Curry
- "Live This Shit"

Yung Simmie - Shut Up and Vibe Vol. 1
- 15. "Disrespect" (apresentando SpaceGhostPurrp)

Nell - The Revolution '94
- 13. "The Outro"

Lil Champ FWAY
- "Graveyard Shift" (com participação de Yung Simmie e Denzel Curry)

Robb Banks - Tha City
- 01. "Flex (City)" (produzido com Nuri)
- 02. "KDia (CT)" (apresentando Phlo Finister) (produzido com Nuri)
- 04. "All The Way Live (Ft. Lauderdale)" (produzido com Nuri)
- 05. "Conted (LA)" (produzido com Nuri)
- 08. "Changed (Miami)" (com Lofty305) (produzido com Nuri e Freebase)
- 11. " Broward County Legend (Coral Springs)"

Black Smurf -
- "Pretty Thuggin"

Da Mafia 6ix - 6ix Commandments
- 07. "Murder On My Mind" (com participação de SpaceGhostPurrp, Krayzie Bone e Bizzy Bone ) (produzido com DJ Paul e JGRXXN)

Sokół e Marysia Starosta - Czarna biała magia
- 01. "Proporcje" (scratches: DJ Nelson)
- 11. "Chujowo wyszło" (scratches: DJ. B)

### 2014
Lil Uzi Vert - Purple Thought EP Vol. 1
- 02. "White Shit"

Nell - Vice City
- 11. "Bust Ya Head Open" (com participação de T-Rone, Big Bo e Denzel Curry)
- 12. "Breaker Breaker"

Black Kray
- "Lil Rari"

Goth Money Records - Goth Money Tech Palms para 99-2005
- 03. "Goth Money World" (interpretada por Black Kray com SpaceGhostPurrp)

Chris Travis - Silence of Me Eternally
- 04. "Just Ashin"

### 2015
Kane Grocerys - 777
- 02. "Taliban World" (com participação de Black Kray)

Robb Banks - Year of the Savage
- 11. "2PhoneShawty"

Amber London -
- "Addicts"

TRAUMATIZE - Spawn 1991
- 01. "Honus Wagner"
- 06. "Conscious Revolution"

Thouxanbanfauni
- "Nue Nue II (NUER) (com participação de RixkyB@NDS)"

### 2016
Cursed - 6 Shots
- 01. "6 tiros"

Chxpo x Black Kray
- "So Icey Goth La Flexico's"

Mystix & TRAUMATIZE - Parables
- 01. "Parables"
- 02. "The Mask"
- 03. "Nymphaea Red Flare"

Syringe -
- "Black Lips Rigging Shit"

### 2017
Chxpo
- "Demon"

SpookyLi - ICX CRXVM DXMON 1.8
- Todas as oito faixas produzidas por SpaceGhostPurrp

SpookyLi -
- "Sub-Zero"

5G - LOR5TH
- 13. "Different States"

Lil Tracy
- "Danglin"

SpookyLi - Underworld EP
- Todas as cinco faixas produzidas por SpaceGhostPurrp, Faixa 5 remixada por BMB Loko Los

Diamondsonmydick - Bloodrayne
- 03. "Bloodrayne"

KirbLaGoop - Trapped In Da 100
- 05. "Jaw Lock"

### 2018
Marcy Mane e WifiGawd - MOETOWN
- 08. "Holditdownmoe" (interpretada por Phlegm e Marcy Mane)

TrippJones - Machine Smoke
- 12. "MachineDream" (com participação de Morgue!)

AGoff - Trap Files 10
- 06. "I'm Not Free"

### 2019
XVNNY - Please Don't Wake Me; I Am Exhausted
- Álbum completo

### 2022
AKOGE
- LOCK N' LOAD